# Thomas Levet
Thomas Levet (* 5. September 1968 in Paris) ist ein französischer Profigolfer.
Er entstammt einer überaus sportlichen Familie. Sein Vater, ein Arzt, war zuvor ein erstklassiger Hockey- und Tennisspieler, seine Mutter spielte in der ersten französischen Liga Volleyball und sein Großvater war ein Berufsradfahrer.

## Karriere
Levet wurde 1988 Berufsgolfer, gewann im selben Jahr die French PGA Championship, musste aber ein Jahrzehnt auf seinen ersten Sieg auf der European Tour warten. 1998 bekam er eine Einladung zu den Cannes Open, die Levet nutzte und als erster Franzose seit fast 20 Jahren wieder ein Tour-Event auf heimischen Boden gewinnen konnte. Im Jahre 2001 folgte der zweite Sieg und im Jahr darauf wäre ihm fast der ganz große Wurf gelungen. Bei der Open Championship 2002 in Muirfield unterlag Levet erst im Stechen gegen Ernie Els. In der Saison 2003 spielte er teilweise auch auf der PGA TOUR in den USA, konnte dort aber nicht reüssieren. Levet kehrte deshalb 2004 wieder ganz zur europäischen Turnierserie zurück und gewann die prestigeträchtigen Scottish Open in Loch Lomond, was ihm zusätzlich einen fixen Startplatz bei der nachfolgenden Open Championship in Royal Troon einbrachte. Erneut konnte er sich dort in Szene setzen und erreichte den ausgezeichneten 5. Platz. In der Geldrangliste jener Saison kam Levet ebenfalls auf Rang fünf und wurde in das 2004 Team einberufen, das dann den historisch höchsten Sieg feierte. Dadurch bekam er wieder die Spielberechtigung für die PGA TOUR, die er bis 2006 ausübte.
Levet spielte auch zweimal in der kontinentaleuropäischen Auswahl bei der Seve Trophy 2002 und 2005, und für sein Land dreimal im Dunhill Cup und achtmal im World Cup.
Er ist seit 1998 mit seiner Frau Caroline verheiratet, hat drei Kinder und seinen Wohnsitz derzeit in Palm Beach Gardens, Florida.

## European-Tour-Siege
- 1998 Cannes Open
- 2001 Victor Chandler British Masters
- 2004 Barclays Scottish Open
- 2008 MAPFRE Open de Andalucía by Valle Romano
- 2009 Open de España
- 2011 Alstom Open de France

## Andere Turniersiege
- 1988 French PGA Championship
- 1990 National Omnium (Fr)
- 1991 French PGA Championship
- 1992 French PGA Championship
- 1997 Toulouse Open, New Caledonia French Masters
- 2019 Farmfoods European Senior Masters (Staysure Tour)

## Teilnahmen an Teambewerben
- Ryder Cup (für Europa): 2004 (Sieger)
- Alfred Dunhill Cup (für Frankreich): 1992, 1998, 2000
- World Cup (für Frankreich): 1998, 2000, 2001, 2002, 2003, 2004, 2005, 2009
- Seve Trophy (für Kontinentaleuropa): 2002, 2005